# Alawar
Alawar是一家俄羅斯游戲開發商、分銷商兼發行商，專注於电脑、手機、游戲主機及其他設備的電子游戲。其主要活躍在中核游戲領域，譬如可下載的休閑游戲及免费游戲（F2P），面向Windows、MacOS、iOS、安卓、PlayStation、Xbox、社交網絡及其他平台。
該公司的游戲被翻譯成10種語言，已經在100多個國家／地區售出10億份。
Alawar每年會與内部及外部的製作團隊合作，發佈10-15款新休閑游戲及中核項目。公司總部位於新西伯利亞，擁有員工超過50名。
從2015年起，Alawar會定期為在校學生及應届畢業生提供暑假實習。2017年，負責教案的編寫，以及協助課程選題及主講嘉賓的篩選。
作爲學生教育扶持活動的一部分，該公司於2019年與新西伯利亞第176中學共同舉辦了一系列教育活動。在2018-2019期間，該公司為IT專業學生安排教育訪問，讓他們得以熟悉游戲開發的全過程。

## 公司歷史
- 該公司成立于1999年，由新西伯利亞國立大學的學生Alexander Lyskovsky及Sergey Zanin創辦。游戲開發是該公司成立的第一部門，緊隨之後的是游戲發行部門。Alawar發佈了兩款游戲：《Puzzle Rally》[2]及《泡泡龍》(Bubble Bobble Nostalgie)[3]。
- 《Magic Ball》游戲於2001年發佈，這是第一款3D打磚塊游戏，由伊尔库兹克的Dream Dale工作室开发。這款游戲廣受歡迎，緊接著Alawar迎來了快速的發展。《Magic Ball》被翻譯成數種語言，並被移植到PlayStation及iOS平台上。Alawar隨後又發行了該遊戲的幾部續集。
- 2003年，Alawar開始開發自己的分銷平台。該公司開始以「休閑」為特色，專注于共享軟件游戲領域。
- 2006年，Alawar成爲第一批支持短消息付費的公司之一。[4]
- 2008年，《瘋狂農場》(Farm Frenzy) 及《蒙特祖瑪的寶藏》(The Treasures of Montezuma) 系列游戲的第一部發佈。在2008年末，Alawar擁有4個工作室 - Dream Dale、Stargaze、Five-BN及Friday's Games，并與Mail.ru、Rambler及Euroset.ru建立商業合作。
- 2009年，該公司開始為移動設備、游戲主機及社交網絡平台開發及移植游戲。這些游戲透過App Store、Google Play、PlayStation Network及其他主流服務平台進行推廣。2009年8月，Alawar及Oleg Kuvaev簽訂合作協議，從此Alawar獲得Masyanya品牌的獨家使用權直至2014年。[5]
- 2010年，Alawar為iPhone及iPad發佈約15個項目。在iOS平台上，《蒙特祖瑪的寶藏》成爲美國地區前2受歡迎的iPad游戲及前20受歡迎的iPhone游戲。
- 2011年，Alawar擴大產出，並開始專注於在PC、Mac、iOS、安卓及PSP Minis發佈多平台游戲。同年，在新西伯利亞科學城的科技園的一系列項目正式開展，旨在為想要創建遊戲工作室的團體提供指導，並提供與經驗豐富的遊戲開發者交流的機會。
- 2012年，Alawar開始創建一些免費遊戲項目。2012年迎來《蒙特祖瑪的寶藏（閃電版）》( The Treasures of Montezuma Blitz) 在PS Vita的發佈 。 也因此，Alawar成爲索尼主機上第一個發佈帶免費分發及微交易的第三方發行商。
- 2015年，Alawar開始製作面向Steam平台的中核游戲。
- 2016年，該公司發佈《Beholder》，一款旨在模擬極權國家生活的游戲。年末，在明斯克的DevGAMM獨立游戲大會上，《Beholder》獲得了「傑出游戲設計獎及最佳獨立游戲獎」。
- 同在2016年，公司内部的一個開發團隊開始開發新型VR項目，以及其軟件解決方案。《Sammy》是一款VR恐怖游戲，發佈後不久其全球下載量就衝上TOP 3，並被列入最佳Gear VR新游戲榜單。
- 2017年，該公司發佈《Distrust》，這是一款策略探險及生存模擬游戲，故事背景設定在一個被神秘事件陰霾籠罩的極地基地。同年，《Beholder》的《安樂死》可下載版本也發佈了，是原版游戲劇情的前傳。DLC包含有許多來自原版游戲的角色。
- 2018年，Alawar及Spanish Fictiorama工作室 (Dead Synchronicity) 發佈了一個大型發行項目 - 《不要餵食猴子》( Do Not Feed The Monkeys)。這款游戲被稱爲「數碼偷窺模擬器」，它模仿上世紀90年代的游戲風格，具有像素風、粗糙文字及極簡優化的特點。
- 同年發佈《我不是怪物》(I am not a Monster)，這是一款科幻風的回合制策略游戲。該款游戲很快就在Steam上得到歡迎及好評。
- 《Beholder 2》於2018年12月發佈。雖然它與原版游戲是同一個時空背景，但是它卻不是故事的直接延續。
- 2019年，Alawar開發並發佈免費的大逃殺射擊游戲《Watchers》，以及一款硬核地宮探索類游戲 -《太空羅賓遜》( Space Robinson)。
- Alawar每年發佈2-3個中核游戲項目。在Steam平台上發佈，游戲便會透過其他渠道及平台進行廣範移植及分發。

## 活躍領域

### 游戲開發
Alawar從1999年開始從事游戲開發。
- 中核游戲。這類游戲比經典 休閑游戲更複雜，更有深度及更智能， 但其規模并沒有3A項目大。中核游戲通常對有經驗的玩家更有吸引力。Alawar每年會發佈2-3個中核項目，主要的項目是 《Beholder》及《Distrust》。
- 休閑游戲，面向 PC 和 MacBook。這是Alawar從事時間最長的開發領域。該公司已經發佈超過500個不同類型游戲項目，譬如時間管理、尋寶解密 (HOPA) 以及三消類。Alawar的休閑游戲面向Windows及Mac OS（在 Mac App Store擁有超過70款游戲）。主要的項目包括《蒙特祖瑪的寶藏》、《瘋狂農場》、 《The House of the 1000 Doors》等。

在這些項目上，Alawar與 BigFishGames、GameHouse、WildTangent、iWin以及其他休閑游戲平台共同合作。
- 手機游戲從2009年起，Alawar一直在將其游戲一直到譬如 iOS、 Android、Windows Mobile 等主流的手機游戲平台上。該公司還推出原創作品（ShakeSpears!、Montezuma Blitz、Farm Frenzy: New Adventures等）及授權作品《Heroes War》等免費手機游戲。
- 主機游戲從2010年起，Alawar一直在將其中核游戲及休閑游戲項目移植到主流主機及操作系統上（PS、任天堂Switch、Xbox、iOS、Android等）。
- 實驗游戲 (VR)Alawar的内部開發團隊參與了面向三星Gear VR、Google Daydream及Google Cardboard的項目。《Sammy》是其第一款VR游戲，發佈於2017年5月，曾是全球下載量排名前三的游戲之一，并被列入最佳Gear VR新游戲榜單。 截至2020年，該公司在VR游戲領域的活動已經暫停。

### 發行
Alawar從1999年起開始從事游戲發行工作。
游戲發行部門與遊戲工作室及衆多公司合作，面向各種平台製作中核游戲，并把其經驗分享到新項目的開發及發行上。
Alawar目前與超過30家游戲開發公司合作。已經發佈超過500款游戲，包括《不要餵食猴子》、《太空羅賓遜》及《我不是怪物》等暢銷游戲。
該公司主要與位於俄羅斯及東歐的獨立游戲開發者合作。Alawar目前與超過30家游戲開發公司合作，已經發佈超過500個游戲項目。

### 分銷
Alawar在俄羅斯及其他獨聯體國家擁有休閑游戲分銷網絡，透過Alawar及其附屬項目進行分銷，其中包括超過5000個合作夥伴，譬如 Mail.ru、Rambler.ru等。
從2004年起，透過Alawar及其合作夥伴的網站，已經售出了超過10億份休閑游戲，每月活躍用戶超過1600萬。
Alawar是GDC、CasualConnect、GameConnection、Gamescom、White Nights、DevGAMM等行業會議的積極參與者。

## 獲獎與成就
- 2008 - 《瘋狂農場》獲得游戲開發者大會 (GDC) 2008「最佳休閑游戲」稱號[6]
- 2008 - 《瘋狂農場》被Disney Family評為2008年度最佳家庭軟件，并獲得iParenting媒體獎
- 2008 - Alawar獲得俄羅斯聯邦國家獎項 - 2008年「俄羅斯網路大獎」(Runet Award)[7]，以表彰其對俄羅斯互聯網發展的貢獻
- 2009 - Alawar.ru在俄羅斯2009年度娛樂頒獎典禮上，在「年度最佳網站」的投票中獲得前三
- 2010 -《蒙特祖瑪的寶藏》在iOS平台上，進入美國iPad游戲前二，iPhone游戲前20
- 2012 - 在福布斯TOP 30俄羅斯互聯網公司榜單中第24位
- 2012 - Alawar在游戲開發者大會 (GDC) 上， 獲得最佳游戲發行商稱號
- 2012 - Alawar被俄文版《福布斯》列入TOP 30俄羅斯互聯網公司榜單[8]
- 2012 -《蒙特祖瑪的寶藏》在莫斯科的游戲開發者大會上，獲得最佳休閑游戲項目稱號[9]
- 2013 - Alawar在俄羅斯TOP 100雇主榜單中獲得第62位
- 2016 - 在DevGamm獨立游戲大會上，《Beholder》獲得「最佳游戲設計獎及最佳獨立游戲獎」[10]
- 2016 - 在舊金山市舉行的游戲開發者大會上，Alawar被提名為優勝者。
- 2017 - 在美國遊戲商務媒合大會 (Game Connection America) 上，《Beholder》獲得最具創意、最具原創性及最佳獨立游戲獎
- 2017 -《Beholder》在游戲開發者大會 (GDC) 上成爲最佳游戲類別的8名獲獎者之一。
- 2017 - Alawar成爲西伯利亞游戲開發周末活動 (Siberia Game Dev Weekend) 的官方贊助商
- 2017 -《不要餵食猴子》獲得數個獎項：最佳故事獎（明斯克DevGamm大會）[11]、最佳創意獎（塞戈維亞3DWire）、最佳獨立游戲獎（斯特拉斯堡FEFFS）、DevGamm最佳推薦獎（敖德薩Get It!大會）、最佳媒體推薦獎（巴黎Indiecade Europe）
- 2019 - 《不要餵食猴子》進入獨立游戲嘉年華 (IGF) 數個獎項的最終決勝名單，包括：最佳創意獎、最佳設計獎、評審團大獎。